# Thalera chlorosaria
Thalera chlorosaria là một loài bướm đêm trong họ Geometridae.